# Einar Molin
Karl Einar Molin, född 1 maj 1907 i Malma församling i Västmanland, död 31 augusti 1983 i Enskede, var en svensk skådespelare, kompositör och sångtextförfattare.
Molin engagerades som skådespelare vid Svenska Teatern i Vasa i Finland 1932–1934 och vid Klippans sommarteater 1933–1936 vid Södra Teatern i Stockholm 1938, vid Odeonteatern i Stockholm 1940–1945. Han arbetade som redaktör vid Bull's presstjänst i Stockholm 1946–1975.
Einar Molin är gravsatt i minneslunden på Skogskyrkogården i Stockholm.

## Filmografi
- 1935 – Under falsk flagg
- 1935 – Flickor på fabrik
- 1936 – Skeppsbrutne Max
- 1939 – Landstormens lilla Lotta
- 1939 – Steg för steg... (kortfilm)
- 1941 – Fransson den förskräcklige
- 1941 – Dunungen
- 1952 – Kalle Karlsson från Jularbo (bortklippt roll)

## Teater

### Roller
| År   | Roll | Produktion                          | Regi            | Teater                      |
| ---- | ---- | ----------------------------------- | --------------- | --------------------------- |
| 1936 | Ivar | Tro, hopp och kärlek Arthur Fischer | Arthur Fischer  | Klippans sommarteater       |
| 1940 |      | Familjen Larsson Sigge Fischer      |                 | Odeonteatern, Stockholm     |
| 1942 |      | Sibyllan i 5:an Gideon Wahlberg     | Gideon Wahlberg | Tantolundens friluftsteater |
| 1943 |      | Fattiga friare Gideon Wahlberg      | Gideon Wahlberg | Tantolundens friluftsteater |